# نوک‌قیفی تاماروگو

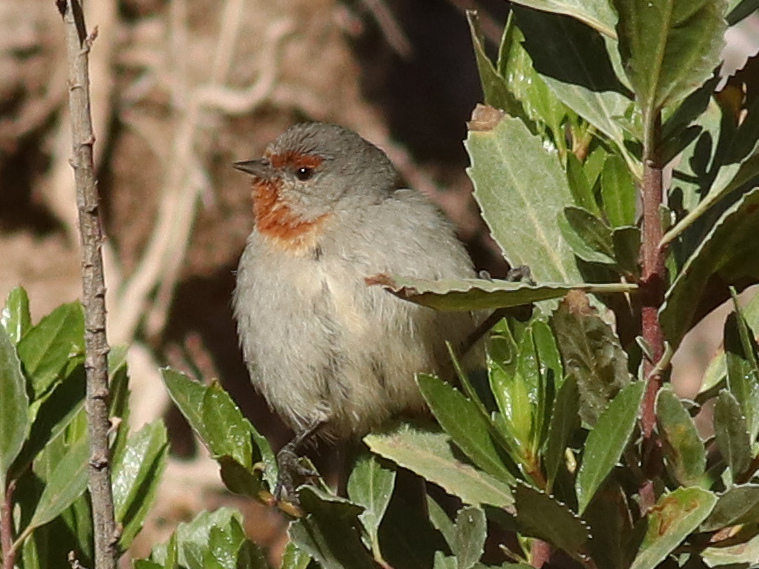
نوک قیفی تاماروگو

نوک‌قیفی تاماروگو (نام علمی: Conirostrum tamarugense) نام یک گونه از سرده نوک‌قیفی است.